# 戴维·史密斯 (射击运动员)
戴维·史密斯（英語：David Smith，1880年4月10日—1945年8月15日），南非男子射击运动员。他曾代表南非参加1920年和1924年夏季奥林匹克运动会射击比赛，其中1920年奥运会获得一枚银牌。